# RMS Carpathia
Il RMS Carpathia è stato un transatlantico britannico della compagnia di navigazione Cunard Line. È celebre soprattutto per aver tratto in salvo i naufraghi del Titanic.

## Storia
Il Carpathia venne costruito nei cantieri Swan Hunter & Wigham Richardson, a Newcastle upon Tyne, in Inghilterra. Varato il 6 agosto 1902, sostenne e superò le prove in mare tra il 22 e il 25 aprile 1903. Il suo dislocamento era di 8.600 tonnellate, la sua lunghezza era di 541 piedi (165 m) e la sua larghezza di 64 (19,66 m). Era tecnicamente un piroscafo, in quanto la propulsione era a vapore, fornita da sette caldaie e due macchine alternative a quadruplice espansione con quattro cilindri, che azionavano due eliche gemelle a tre pale. Dotato di un solo fumaiolo, alto e stretto e dipinto con i colori tradizionali della Cunard Line, rosso con la cima nera, raggiungeva una velocità massima di 17,5 nodi (32,4 km/h). Dal momento che svolgeva anche il trasporto della posta, gli fu assegnato il prefisso RMS (Royal Mail Ship).
Effettuò il suo primo viaggio il 5 maggio 1903 da Liverpool a Boston; in seguito prestò servizio sulla relazione che collegava New York ai porti del Mediterraneo, come Gibilterra, Genova, Napoli, Messina, Trieste e Fiume, venendo impiegato principalmente per il trasporto di emigranti (2250 dei 2550 posti disponibili erano di terza classe e non offriva posti di prima classe fino al 1905, anno in cui fu oggetto di una modifica a tale scopo) e venendo considerato come una nave comoda ed affidabile, anche se non particolarmente veloce.

### Il disastro delTitanic

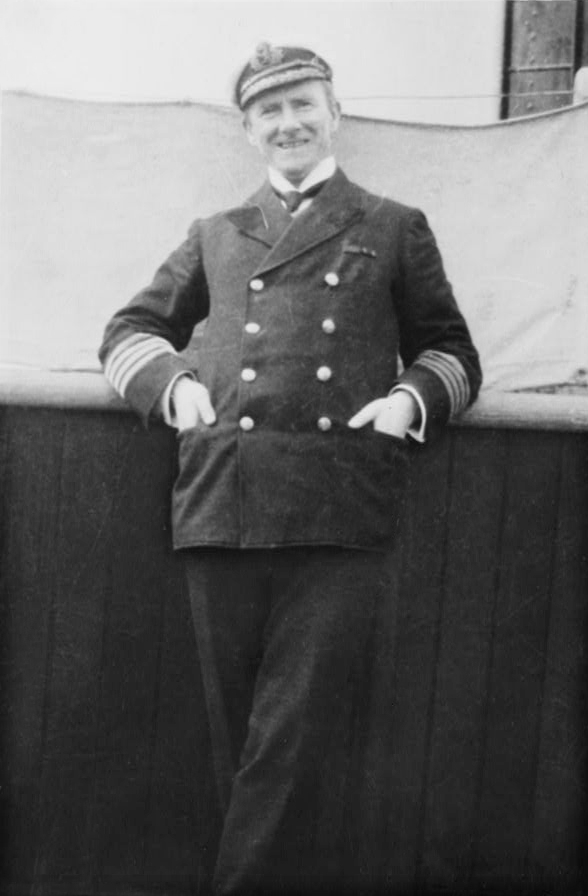
Arthur Rostron, comandante del Carpathia nella notte in cui salvò i superstiti del Titanic

Nella notte di domenica 14 aprile 1912, il Carpathia navigava sulla sua abituale rotta da New York (da dove era partito tre giorni prima) a Fiume. Tra i suoi passeggeri erano presenti i pittori americani Colin Campbell Cooper, Jr. e sua moglie Emma Lampert, i giornalisti Carlos Hurd e Lewis Skidmore, il fotografo Francis Blackmarr e Charles Marshall, le cui tre nipoti stavano viaggiando invece in direzione opposta a bordo del Titanic.
Alle 23:40 il Titanic, della compagnia rivale White Star Line, ebbe una collisione con un iceberg nell'Atlantico settentrionale mentre svolgeva il suo primo viaggio.

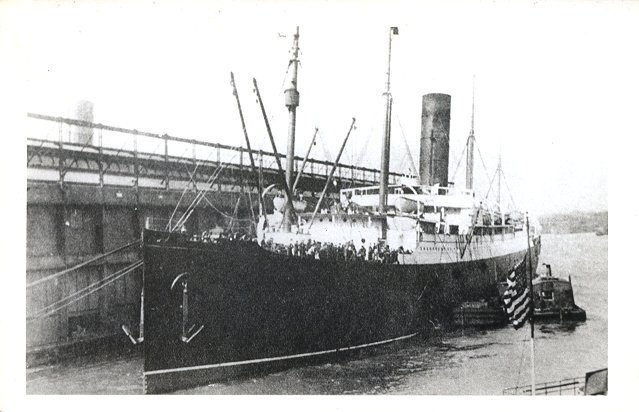
Il Carpathia ormeggiato a New York la sera del 18 aprile 1912 dopo aver raccolto, tre giorni prima, i superstiti del Titanic

Il telegrafista del Carpathia Harold Cottam ricevette un messaggio da Cape Race (Terranova), in cui si affermava che la stazione aveva traffico privato per il Titanic; pensando che sarebbe stato utile, inviò un messaggio al Titanic per notificare ciò, ma in risposta ricevette un segnale di soccorso. Cottam, allarmato, svegliò il comandante Arthur Rostron, che subito tracciò una rotta da percorrere a velocità massima verso l'ultima posizione nota del Titanic, a circa 58 miglia (93 km) di distanza, poi ordinò di mettere le macchine avanti tutta, disattivando il riscaldamento e l'erogazione di acqua calda a bordo in modo da ottenere la massima quantità di vapore possibile per i propulsori, e fece predisporre la nave all'accoglienza dei naufraghi.
Il Carpathia era di fatto la seconda nave più vicina al luogo del disastro, dopo il Californian (che non ricevette i messaggi di soccorso e non intervenne in quanto il suo marconista, che in precedenza aveva tentato di avvertire i colleghi del Titanic della presenza di ghiaccio galleggiante ma era stato zittito in modo seccato, era fuori servizio, diventando negli anni oggetto di molte polemiche a causa di ciò). Vi arrivò dopo un pericoloso percorso attraverso i campi di ghiaccio, alle ore 4:00 del 15 aprile, quando il Titanic era già affondato da circa 90 minuti. Nel corso delle quattro ore successive l'equipaggio fece salire a bordo i 705 naufraghi (l'ultimo a salire fu il secondo ufficiale Charles Lightoller, il marinaio più anziano e di grado più elevato ad essersi salvato), comunicò di aver concluso il salvataggio alle altre navi in zona, celebrò a bordo una cerimonia religiosa per i dispersi e, dopo un rapido confronto tra Rostron e l'amministratore della White Star Line Joseph Bruce Ismay, sopravvissuto al naufragio, la nave invertì la rotta e ritornò a New York, dove giunse il 18 aprile. Numerosi giornalisti si recarono velocemente al porto della città statunitense, sperando di poter strappare ai sopravvissuti delle interviste che avrebbero potuto essere degli autentici scoop; Carlos Hurd, che come già accennato si trovava a bordo della nave nei momenti del soccorso, raccolse quante più testimonianze possibili nei tre giorni di viaggio, scrivendo e facendo pervenire alla redazione dell'Evening World un articolo che venne pubblicato nel numero del 18 aprile.

#### Conseguenze
Per l'aiuto prestato al Titanic, l'equipaggio del Carpathia venne premiato con medaglie dai superstiti. I membri dell'equipaggio vennero premiati con medaglie di bronzo, gli ufficiali con medaglie d'argento; il comandante Rostron ricevette la medaglia d'oro e una coppa d'argento, che gli vennero consegnate da Margaret "Molly" Brown, una delle più celebri e facoltose superstiti del Titanic. Rostron fu successivamente ospite del presidente americano William Taft alla Casa Bianca e ricevette la Medaglia d'oro del Congresso, il più alto riconoscimento civile conferito dal Congresso degli Stati Uniti d'America.

### Il naufragio

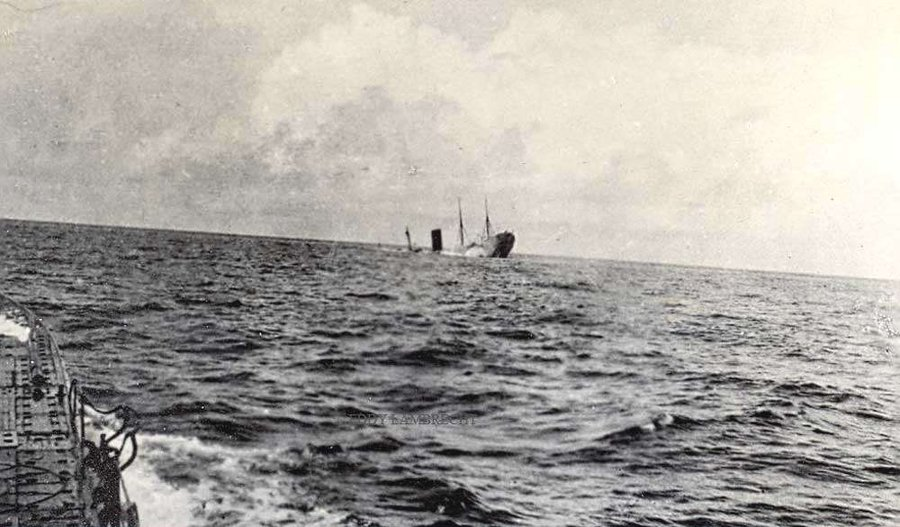
Il Carpathia durante l’affondamento fotografato dal sommergibile, di cui si vede la prua in basso a sinistra.

A seguito dello scoppio della prima guerra mondiale (a cui si accompagnò, nel 1915, la prima grande perdita per motivi bellici di un transatlantico civile, il Lusitania, anch'esso di proprietà della Cunard Line), il Carpathia venne utilizzato per trasferire le truppe statunitensi in Europa; tra i militari che vi salirono vi fu anche Frank Buckles, che diventerà l'ultimo veterano statunitense della guerra, morto nel 2011 all'età di 110 anni. Intorno alle 9:15 del 17 luglio 1918 la nave, mentre stava viaggiando da Liverpool a Boston come parte di un convoglio, venne intercettata dal sommergibile tedesco U-55, che le sparò contro tre siluri, ed affondò al largo della costa orientale dell'Irlanda. Il naufragio uccise tre fuochisti e altre due persone nella sala macchine. Il Carpathia cominciò a imbarcare acqua e ad affondare dal lato della prua, sparendo completamente sott'acqua 1 ora e 45 minuti dopo il siluramento, alle 11:00 circa. Le uniche vittime furono i cinque membri dell'equipaggio in sala macchine, in quanto tutte le altre 218 persone a bordo si misero in salvo sulle lance di salvataggio e vennero soccorse dalla nave Snowdrop.

### Il ritrovamento
Il 9 settembre 1999, le agenzie di stampa Reuters e AP riportarono che nella settimana precedente l'associazione Argosy International Ltd., guidata da Graham Jessop (figlio dell'esploratore sottomarino di fama internazionale Keith Jessop) aveva trovato il relitto del Carpathia sul fondo dell'Oceano Atlantico, ad una profondità di 153 metri, circa 185 miglia (298 km) a ovest di Lands End, il punto più occidentale dell'Inghilterra. Jessop affermò: "È in condizioni discrete per un relitto di quell'età: è tutta d'un pezzo ed è in piedi".
L'anno successivo lo scrittore e subacqueo americano Clive Cussler annunciò che la sua organizzazione, NUMA, aveva a sua volta individuato il relitto nella primavera del 2000, a una profondità di 150 metri. Dall'analisi del relitto si comprese che, dopo l'attacco dell'U-55, il Carpathia ruotò su sé stesso e si schiantò in posizione verticale sul fondo del mare. NUMA ha indicato la posizione del relitto a 120 miglia (222 km) al largo di Fastnet, Irlanda.
L'attuale proprietario della nave è la compagnia Premier Exhibitions Inc. (precedentemente RMS Titanic Inc.), che prevede di recuperare oggetti dal relitto. La stessa società possiede i diritti del Titanic, i cui reperti sono mostrati nelle mostre di tutto il mondo.